# 中華菊頭蝠冠狀病毒HKU32
中華菊頭蝠冠狀病毒HKU32（Rhinolophus sinicus bat coronavirus HKU32、Rs-BatCoV HKU32）是甲型冠狀病毒屬的一種病毒，在香港的中華菊頭蝠體內發現，於2019年由香港大學的研究團隊發表。

## 基因組
中華菊頭蝠冠狀病毒HKU32的基因組約長29200nt，編碼冠狀病毒皆有的複製酶（1a/1b）和刺突蛋白（S）、膜蛋白（M）、外膜蛋白（E）與衣殼蛋白（N）等四種結構蛋白，另外其刺突蛋白與膜蛋白的基因中間有四個開放閱讀框ORF3、ORF4、ORF5a與ORF5b編碼輔助蛋白，衣殼蛋白基因的下游（即基因組最3端）有ORF9與ORF10兩個開放閱讀框編碼輔助蛋白，其中ORF10編碼蛋白的胺基酸序列與同以中華菊頭蝠為宿主、但屬乙型冠狀病毒屬的嚴重急性呼吸系統綜合症相關冠狀病毒（SARSr-CoV）之ORF7a輔助蛋白同源，兩者序列相似度為29%，且皆有一序列相近的穿膜結構域。

## 分類
序列分析顯示中華菊頭蝠冠狀病毒HKU32與馬鐵菊頭蝠冠狀病毒湖北2013（BtRf-AlphaCoV/HuB2013）、鼠耳蝠冠狀病毒甘肅2013（BtMs-AlphaCoV/GS2013）與蝙蝠冠狀病毒HKU10的關係較為接近。